# Jan Both
Jan Dirkszoon Both (Utrecht, 1618-1652) fue un pintor paisajista neerlandés, de estilo clasicista e influencia italiana.

## Biografía
Hijo de Dirck Both, pintor de vidrieras de Montfoort, se formó junto con su hermano Andries, también pintor, en el taller de Abraham Bloemaert.

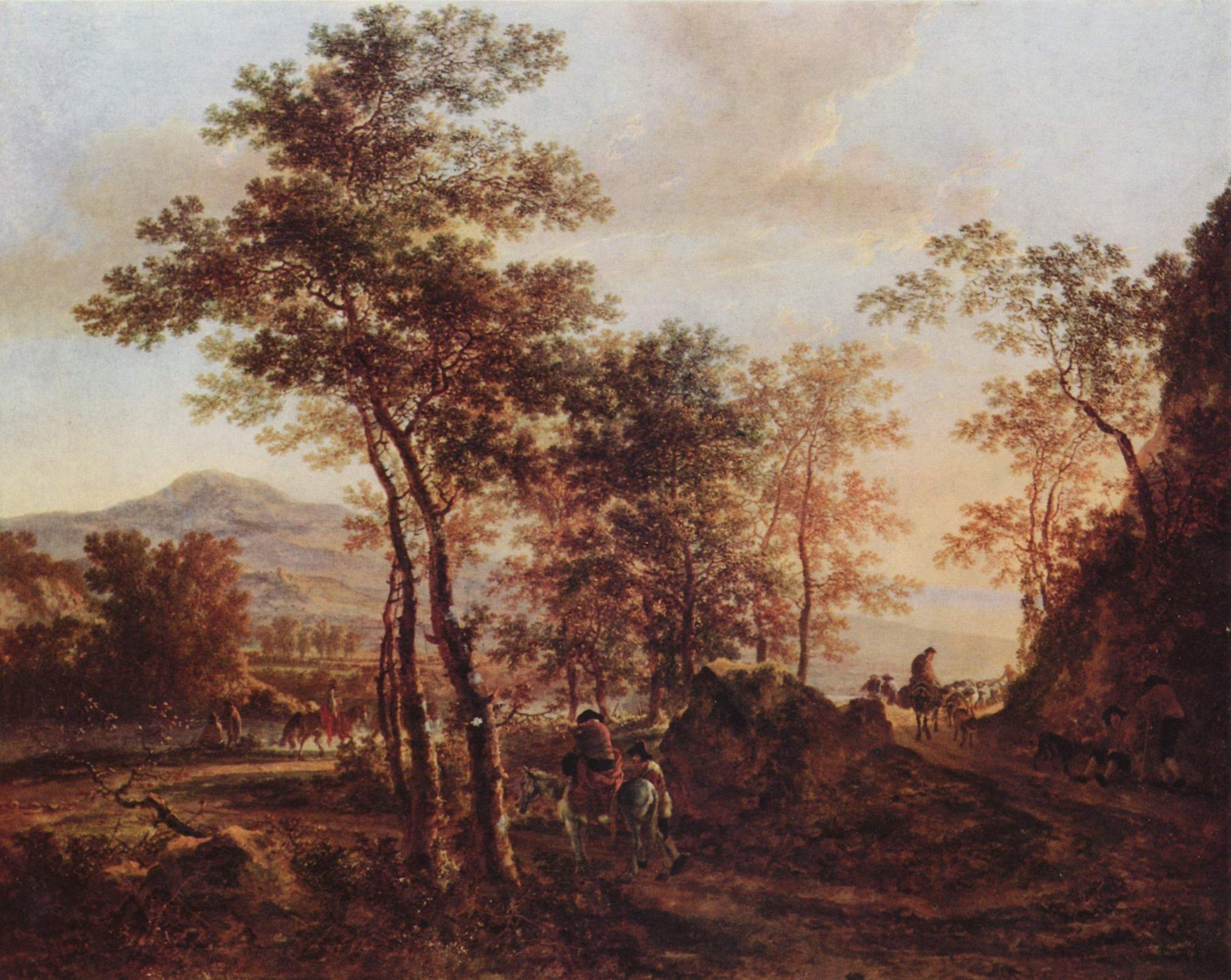
Paisaje al atardecer, Galería Nacional de Arte de Karlsruhe

Hacia 1638 se trasladó a Roma, donde se reunió con su hermano. Participó en uno de los grandes proyectos decorativos del siglo: el nuevo Palacio del Buen Retiro de Madrid: junto con otros pintores como los franceses Nicolas Poussin, Claudio de Lorena y Gaspard Dughet, y elneerlandés Herman van Swanevelt, Both realizó entre 1639 y 1641 diversos paisajes de gran formato para el palacio. Varios se conservan en el Museo del Prado, si bien algunos se le atribuían por error y son realmente de Swanevelt. Dicho museo catalogó las obras de ambos y las difundió en una exposición a finales de 2009.
Los paisajes de Both se diferencian de los habituales en Holanda por un predominio del volumen sobre el detalle y un efecto más monumental. Both se inclina, además, por una luz dorada que delata la influencia de Claudio de Lorena, cuyo éxito arrancaba en esos años, aunque también podría estar influido por Swanevelt.
Se creía que Jan y Andries producían sus cuadros a dúo y que Jan pintaba los paisajes y Andries las figuras de todos ellos, pero actualmente se matiza dicha participación.
En 1641, Jan y Andries abandonaron Roma para volver a su país pero, en Venecia, Andries cayó en un canal y murió ahogado. Jan volvió a Utrecht solo, donde murió en 1652.
Se considera a Jan Both como el enlace entre los pintores italianos de paisajes clasicistas y los seguidores holandeses que los imitaron, incluso sin haber viajado nunca a Italia. La influencia de Both es clara en figuras como Nicolaes Berchem, Adam Pynacker, Aelbert Cuyp y Willem de Heusch. Aunque murió joven, su producción fue extensa, con más de 300 cuadros atribuidos a su mano. Sus paisajes están habitados por figuras populares –campesinos, artesanos, viajeros–, representando una novedad respecto al paisaje clásico italiano, donde abundan las figuras bíblicas o mitológicas. Su obra contribuyó a crear una imagen idílica de Italia en el norte de Europa, sobre todo en Inglaterra, que perduró hasta el siglo XVIII.
Se suele considerar como su obra maestra el cuadro Paisaje de dibujantes, conservado en el Rijksmuseum. También albergan obras suyas la Galería Nacional de Arte de Karlsruhe y la Galería de Pinturas de los Maestros Antiguos de Dresde.
La faceta de Both como grabador es notable y en ella destacan dos series de paisajes italianizantes: una en formato horizontal y otra de cuatro imágenes en vertical.